# Karl Helfferich
Karl Theodor Helfferich (ur. 22 lipca 1872 w Neustadt an der Haardt, zm. 23 kwietnia 1924 w Bellinzonie) – niemiecki ekonomista, prawnik, bankier, urzędnik państwowy, dyplomata i polityk.

## Życiorys
Karl Theodor Helfferich urodził się 22 lipca 1872 roku w Neustadt an der Haardt w rodzinie o tradycjach fabrykanckich – jego ojciec Friedrich Helfferich był właścicielem fabryki a matka Auguste z domu Knöckel pochodziła z rodziny przemysłowców. Karl Theodor miał pięciu braci:
- Philippa (ur. 1874) – dyrektora fabryki i przewodniczącego Niemieckiej Narodowej Partii Ludowej (niem. Deutschnationale Volkspartei, DNVP) w Palatynacie
- Augusta (ur. 1876) – dyrektora fabryki
- Emila (ur. 1878) – handlowca w Hamburgu
- Wilhelma (ur. 1882) – przemysłowca, dyrektora zakładów budowy urządzeń kolejowych Joseph-Vögele-AG

Sekretarz stanu w Urzędzie Skarbu Rzeszy (niem. Reichsschatzamt) (1915–1916), minister spraw wewnętrznych i wicekanclerz w rządzie Bethmanna Hollwega (1916–1917), a następnie w rządzie Georga Michaelisa (1917), ambasador Niemiec w Moskwie (1918). Od 1919 polityk Niemieckiej Narodowej Partii Ludowej (niem. Deutschnationale Volkspartei, DNVP), poseł do Reichstagu (1920–1924), przeciwnik Republiki Weimarskiej.
Podczas I wojny światowej Helfferich odpowiadał za finanse publiczne Niemiec, finansując działania wojenne na kredyt, zwiększając deficyt budżetowy i dług publiczny. Deficyty były finansowane poprzez emisję dodatkowego pieniądza – Reichsbank dokonywał monetyzacji niemieckiego długu publicznego, co zdaniem monetarystów przyczyniło się do wzrostu inflacji w gospodarce. W kulminacyjnym punkcie hiperinflacji niemieckiej w 1923 roku zaproponował wprowadzenie nowej waluty opartej na życie – marki żytniej (niem. Roggenmark). Chociaż pomysł Helffericha nie został przyjęty przez rząd, to jednak jego koncepcja, by nowa waluta znalazła pokrycie w konkretnym dobrze, została zrealizowana kiedy wprowadzaną nową walutę przejściową Rentenmark oparto na ziemi znajdującej się w posiadaniu państwa niemieckiego. W związku z tym, nazywano często Helffericha „ojcem Rentenmarki” (niem. Vater der Rentenmark).
Zginął 23 kwietnia 1924 w wypadku kolejowym (Kolei Gotarda), do którego doszło w szwajcarskiej miejscowości Bellinzona.

### Kariera naukowa
Po ukończeniu nauki w gimnazjum w Neustadt, Helfferich studiował prawo i nauki polityczne w Berlinie, Monachium i Strasburgu (1890–1894), m.in. u Gustava Schmollera, Lujo Brentano i Georga Friedricha Knappa. W 1894 roku uzyskał stopień doktora (praca doktorska: Die Folgen des deutsch-österreichisch Münzvereins von 1857). Od 1899 roku był docentem na uniwersytecie w Berlinie, gdzie uzyskał habilitację (praca habilitacyjna: Die Reform des deutschen Geldwesens nach der Begründung des Deutschen Reiches) i gdzie do 1906 roku prowadził wykłady z ekonomii. Propozycje pracy w Wyższej Szkole Technicznej w Karlsruhe (1902) i na Uniwersytecie w Bonn (1904) odrzucił.

#### Das Geld
W 1903 roku wydał pracę Das Geld, w której czerpiąc z historii pieniądza oraz teorii pieniądza przedstawił wnioski praktyczne, zrywając z prawnym ujęciem teorii pieniądza propagowanym przez Knappa. Helfferich uważał, że pieniądz papierowy, którego wartość i ilość określało państwo według kryteriów sprawiedliwości i możliwości gospodarczych jest dobry w teorii, lecz słaby w praktyce gospodarczej. Brak niezawodnych kryteriów zmian wartości pieniądza, a także brak pewności, że emisja czysto papierowego pieniądza będzie się odbywać zgodnie z wymaganiami sprawiedliwości i możliwości gospodarczych stwarzała rządowi nieograniczone możliwości emisji pieniądza bez pokrycia. Helfferich wskazywał na stabilizującą rolę pieniądza w gospodarce, ostrzegając jednocześnie, że jakiekolwiek problemy w systemie monetarnym będą transmitowane do gospodarki realnej, gdzie będą się jeszcze potęgować. Uważał, że stabilne relacje pomiędzy wartością pieniądza papierowego w poszczególnych krajach można utrzymać jedynie przy pomocy ponadpaństwowej instytucji – rozwiązanie to jednak wydawało mu się niemożliwe do wprowadzenia w praktyce. Stąd postulował powiązanie wartości pieniądza z jednym z metali szlachetnych – najlepiej ze złotem.

### Kariera urzędnicza

#### Niemiecka Afryka Wschodnia
Obok pracy naukowej, Helfferich udzielał się publicystycznie, występując m.in. w 1895 roku przeciwko żądaniom rolników wprowadzenia w Niemczech podwójnej waluty i nacjonalizacji Reichsbanku. Dzięki temu nawiązał kontakty z politykami lewicowymi (m.in. z Ludwigiem Bambergerem), z bankierami (m.in. z Georgiem von Siemensem i prezydentem Reichsbanku Richardem Kochem), a także z wysokimi urzędnikami (m.in. z Rudolfem von Delbrückiem). W 1901 roku, jako ekspert walutowy, został powołany do Wydziału Kolonii w Ministerstwie Spraw Zagranicznych z zadaniem uregulowania stosunków walutowych w koloniach niemieckich. Z jego inicjatywy w 1904 roku marka niemiecka została wprowadzona we wszystkich koloniach niemieckich z wyjątkiem Niemieckiej Afryki Wschodniej, gdzie w obiegu obok indyjskiej rupii pozostawały rupie emitowane przez Towarzystwo Wschodnio-Afrykańskie. Jeszcze przed 1905 rokiem Helfferich wprowadził na obszarach Niemieckiej Afryki Wschodniej nową walutę – rupię, sztywno powiązaną z marką niemiecką.

### Kariera bankowa
W 1906 roku opuścił ministerstwo, obejmując prowadzenie Anatolijskiego Towarzystwa Kolei Żelaznych (niem. Anatolische Eisenbahngesellschaft) w Konstantynopolu, którego głównym udziałowcem był Deutsche Bank. Przez dwa lata zajmował się rozbudową kolei bagdadzkiej. W 1908 roku powrócił do Niemiec i został członkiem zarządu Deutsche Banku, a od 1910 roku pełnił również funkcję członka w komitecie centralnym Reichsbanku, reprezentując Deutsche Bank. Nadal patronował dalszej rozbudowie kolei bagdadzkiej, a także angażował się w zacieśnianie stosunków niemiecko-belgijskich w Afryce, co zaowocowało uzyskaniem przez Deutsche Bank praw do wydobycia surowców mineralnych w Katandze oraz udziałami w spółce obsługującej ruch rzeczny w Kongo. Przyczynił się do otwarcia filii Deutsche Banku w Konstantynopolu w 1910 roku.
Latem 1913 roku Helfferich uczestniczył jako delegat rządu niemieckiego w międzynarodowej konferencji finansowej w Paryżu w sprawie uregulowania powojennych kwestii bałkańskich – zimą 1913/1914 w ścisłej współpracy z niemieckim Ministerstwem Spraw Zagranicznych negocjował z francuskim rządem i finansjerą kwestie podziału wzajemnych interesów w Turcji. Równolegle, wraz z Arthurem von Gwinnerem (członkiem zarządu Deutsche Banku) prowadził rozmowy z brytyjskimi politykami i finansistami w sprawie dalszej rozbudowy kolei bagdadzkiej oraz koncesji na wydobycie ropy naftowej w okolicach Mosulu w północnym Iraku. Projekty kolonialne przerwał wybuch I wojny światowej.
Od 1909 roku Hellferich był członkiem dyrektorium, powstałego w tym samym roku, stowarzyszenia Hansabund (niem. Der Hansabund für Gewerbe, Handel und Industrie), skupiającego przedstawicieli przemysłu, handlu i sektora bankowego – do związku należeli m.in. Emil Kirdorf (przewodniczący rady nadzorczej syndykatu węglowego w Nadrenii-Zachodniej Westfalii (niem. Rheinisch-Westfälisches Kohlen-Syndikat, RWKS)) czy Max Rötger (przewodniczący dyrektorium w przedsiębiorstwie Krupp). Stowarzyszenie opowiadało się przeciwko konserwatywnej polityce gospodarczej i podatkowej Rzeszy, która faworyzowała wielkich posiadaczy ziemskich – powstało jako przeciwwaga dla Związku Rolników (niem. Bund der Landwirte). Z powodu rozbieżności interesów pomiędzy przedstawicielami przemysłu ciężkiego i innych branż, stowarzyszenie upadło w 1915 roku.

### Kariera polityczna
31 stycznia 1915 roku Helfferich zrezygnował z pełnionych funkcji, przyjmując nominację na sekretarza stanu w Urzędzie Skarbu Rzeszy (niem. Reichsschatzamt), gdzie zajmował się finansami państwa.

#### Finansowanie I wojny światowej
W okresie wojennym Helfferich prowadził dwa budżety: zwyczajny – pokrywający m.in. obsługę długu, bilansowany przez wpływy z podatków, oraz budżet nadzwyczajny – zawierający wszystkie wydatki związane wysiłkiem wojennym. Stale rosnące koszty prowadzenia wojny – w sumie 164 miliardy marek (164 × 109) – Helfferich finansował przede wszystkim poprzez emisję papierów dłużnych: obligacji skarbowych (97 miliardów marek) – np. obligacji wojennych (niem. Kriegsanleihen), weksli skarbowych (niem. Schatzwechsel), przekazów skarbowych (niem. Schatzanweisungen) itp. (57 miliardów marek), a w mniejszym stopniu poprzez opodatkowanie za sprawą np. Kriegsgewinnsteuer (10 miliardów marek). Helfferich postępował zgodnie ze starą teorią finansowania wojny, wyznawaną jeszcze przez Jacques’a Neckera, że zbilansowany budżet nie jest inflacjogenny, przy czym za wystarczające uznawał zbilansowanie budżetu zwyczajnego, zawierającego wydatki na obsługę długów zaciąganych na prowadzenie wojny. Niska stopa finansowania z dochodów podatkowych wynikała z jednej strony z niechęci samego Helffericha do zwiększania obciążeń fiskalnych, z drugiej jednak strony konstytucja bismarckowska z 1871 roku przyznawała prawo do ściągania większości podatków na szczeblu regionalnym i komunalnym, a nie na szczeblu federalnym.

Podobnie jak w przypadku wcześniejszej zwycięskiej wojny (1879–1871), wykup obligacji wojennych miał być finansowany z reparacji wojennych uzyskanych przez Niemcy od przegranych – jak sugerował Helfferich w swoim przemówieniu przed Reichstagiem w 1915 roku: 

Moi Panowie, z tego jak się sprawy mają wynika, że jedyną drogą, która nam obecnie pozostaje aby ostatecznie uregulować koszty wojny jest zaciągniecie kredytów, by przy ich pomocy przenieść pokrycie naszych zobowiązań w przyszłość, na okres po zawarciu pokoju, na spokojne czasy. Przy czym chciałbym dziś ponownie podkreślić: jeśli Bóg da nam zwycięstwo a tym samym możliwość kształtowania warunków pokoju podług naszych potrzeb, wtedy obok innych spraw nie powinniśmy, nie wolno nam, zapomnieć o kwestii kosztów; [żywe poparcie] jesteśmy to winni przyszłości naszego narodu. [Okrzyki – Racja!] Musimy, o ile będzie to możliwe, uwolnić całą przyszłość naszego narodu od brzemienia, które narosło podczas wojny. [kolejne okrzyki – Racja!] Podżegający do tej wojny zasłużyli na ołowiany ciężar miliardów; [okrzyki – Racja!] oni powinni nieść ten ciężar przez dziesięciolecia, nie my. [okrzyki – Bardzo dobrze!].

Finansowanie wojennych wydatków państwowych na drodze deficytu doprowadziło to gwałtownego wzrostu zadłużenia państwa. Jednocześnie jednak Reichsbank dokonywał monetyzacji niemieckiego długu publicznego, emitując dodatkowy pieniądz bez pokrycia, co spowodowało pięciokrotny wzrost jego podaży w latach 1914–1918. Wielu ekonomistów (m.in. Bresciani Turroni (1937); Graham (1930)) upatrywało źródła późniejszej hiperinflacji (1919–1923) właśnie w nadmiernej emisji pieniądza w celu pokrycia deficytów budżetowych wynikających z potrzeby finansowania I wojny światowej. Sam Helfferich był zwolennikiem teorii bilansu płatniczego, która przyczyn hiperinflacji dopatrywała się w zachowaniu kursu walutowego. Ujemny bilans płatniczy po zakończeniu wojny oznaczał odpływ pieniądza z kraju, co doprowadziło do deprecjacji waluty i inflacji, negatywnie oddziałując na deficyt budżetowy, który finansowano poprzez nadmierną emisję pieniądza. Źródłem deficytu na rachunku płatniczym miały być raty spłat 132 miliardów marek w złocie reparacji wojennych nałożonych na Niemcy w 1921 roku i inne obciążenia wynikające z postanowień traktatu wersalskiego. Sam Helfferich mówił: 

Inflacja i załamanie się wymiany to dzieci tego samego rodzica: niemożności zapłaty reparacji nałożonych na nas. Problem odbudowy obiegu nie jest problemem technicznym czy bankowym; to jest, według ostatniej analizy, problem równowagi pomiędzy ciężarem a zdolnością gospodarki niemieckiej do jego uniesienia.

Helfferich był kojarzony z polityką Paula von Hindenburga i Ericha Ludendorffa – żadne ofiary nie są za duże, jeśli Niemcom uda się wytrzymać i doprowadzić stronę aliancką do wycieńczenia, tak by pokój został podpisany na warunkach niemieckich. Minister finansów w rządzie Gustava Bauera – Matthias Erzberger krytykował ostro strategię Helffericha – szczególnie brak zmian w polityce podatkowej i większej centralizacji podatków na szczeblu federalnym, nazywając jego samego „Ludendorffem finansów”.

#### Wicekanclerz
22 maja 1916 roku Helfferich objął Urząd Spraw Wewnętrznych i jednocześnie został wicekanclerzem w rządzie Bethmanna Hollwega. W październiku 1916 roku wyszedł z inicjatywą pokojową do Bethmanna Hollwega, którą przedłożono 12 grudnia 1916 roku. Początkowo Helfferich ostrzegał przed podjęciem nieograniczonej wojny przez okręty podwodne z powodu ryzyka przegranej i jej długofalowych skutków, jednak później stał się jednym z jej najbardziej zagorzałych zwolenników. Przy okazji dyskusji nad ustawą o służbach pomocy wojennej (niem. Kriegshilfsdienstgesetz) w 1916 roku, Helfferich spierał się z przedstawicielami związków zawodowych, zgadzając się jednak w końcu na powołanie do życia obowiązkowych komitetów pracowniczych. Po upadku rządu Bethmanna Hollwega Hellferich zachował swój urząd, jednak trzy miesiące później wraz z dymisją kanclerza Georga Michaelisa 31 października 1917 roku złożył wszystkie pełnione przez siebie urzędy.

#### Przywódca DNVP
W lipcu 1918 roku, po śmierci Wilhelma von Mirbacha-Harffa z rąk lewicowego eserowca, Jakowa Blumkina, Helfferich został ambasadorem Niemiec w Rosji, gdzie wbrew stanowisku Ministerstwa Spraw Zagranicznych opowiedział się za kontrrewolucją i z tego powodu został odwołany w sierpniu 1918 roku. Wówczas Helfferich zmienił orientację polityczną – z liberalnej na nacjonalistyczną – wstępując w 1919 roku do Niemieckiej Narodowej Partii Ludowej (niem. Deutschnationale Volkspartei, DNVP) – partii nacjonalistyczno-konserwatywnej i stając się zagorzałym przeciwnikiem polityki wypełniania. W 1920 roku z ramienia DNVP został wybrany do Reichstagu, jednocześnie był członkiem prezydium partii (1920–1924). W 1919/1920 przypuścił atak osobisty na ówczesnego ministra finansów w rządzie Gustava Bauera – Matthiasa Erzbergera, zarzucając mu używanie zajmowanej pozycji do realizacji interesów prywatnych. Erzberger wniósł sprawę do sądu o zniesławienie – Helfferich został ukarany grzywną, jednak wizerunek ministra został tak nadszarpnięty, ze musiał on podać się do dymisji.
W 1920 roku Helfferich wstąpił w związek małżeński z Annette von Müffling (1886-1965), córką bankiera Georga von Siemensa.

Helfferich ostro występował przeciwko politykom Republiki Weimarskiej. Po zabójstwie ministra spraw zagranicznych Walthera Rathenaua w czerwcu 1922 roku przez członków skrajnie prawicowej organizacji terrorystycznej Consul, ówczesny kanclerz Joseph Wirth zwrócił się w Reichstagu do Helffericha słowami: 

Ten wróg stoi po prawej stronie!

Helffericha obarczano odpowiedzialnością duchową za zabójstwa Rathenaua i Erzbergera.

#### Hiperinflacja

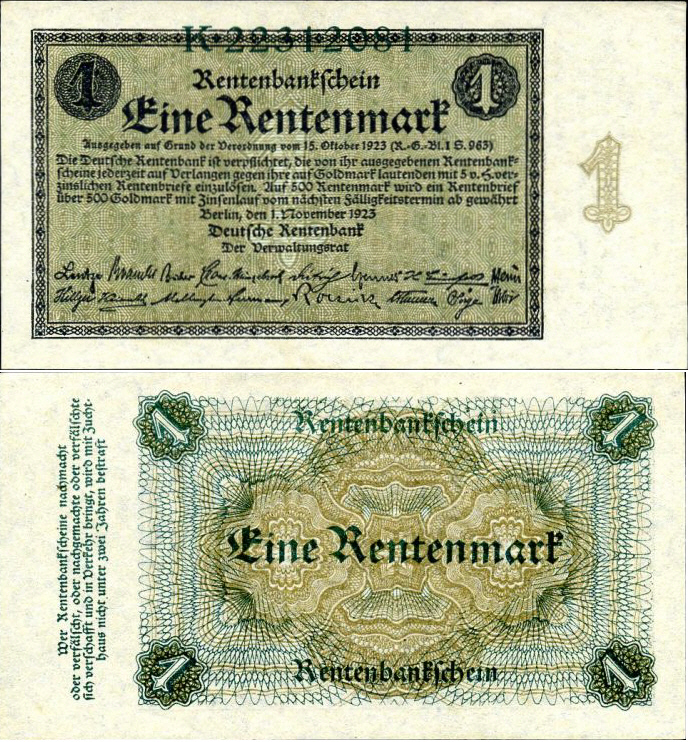
Banknot o nominale 1 rentenmarki z 1923 roku

We wrześniu 1923 roku – w kulminacyjnym punkcie hiperinflacji – Helfferich zaproponował wprowadzenie nowej waluty opartej na życie – marki żytniej (niem. Roggenmark), która nie byłaby jeszcze walutą w pełni stabilną z uwagi na wahanie cen żyta w zależności od zbiorów, lecz pozwoliłaby na utrzymanie wartości waluty w przedziale pomiędzy najwyższą a najniższą ceną żyta. Plan Helffericha nie został pozytywnie przyjęty ani przez przedstawicieli ministerstwa finansów ani przez przemysłowców, którzy preferowali walutę opartą na złocie. Pomysł Helffericha, by nowa waluta znalazła pokrycie w konkretnym dobrze, został jednak zrealizowany kiedy wprowadzaną walutę przejściową Rentenmark oparto na ziemi znajdującej się w posiadaniu państwa niemieckiego. W związku z tym, nazywano często Helffericha „ojcem Rentenmarki” (niem. Vater der Rentenmark).

#### Reichsbank
Po śmierci prezydenta Reichsbanku Rudolfa Havensteina w listopadzie 1923 roku, zarząd i komitet centralny banku wystawiły kandydaturę Helffericha na jego następcę. Jednak zarówno prezydent Friedrich Ebert, jak i ówczesny rząd odrzucili tę propozycję, powołując na stanowisko prezydenta Reichsbanku Hjalmara Schachta.

### Śmierć
Helfferich zginął 23 kwietnia 1924 roku w wypadku kolejowym (Kolei Gotarda), do którego doszło w szwajcarskiej miejscowości Bellinzona.

## Publikacje
Publikacje za biogramem Helffericha w Neue Deutsche Biographie:

- Bimetallistische Kampfesart, 1895
- Die Währungsfrage, 1895
- Währung und Landwirtschaft, 1895
- Zur Geschichte der Goldwährung, 1896
- Studie über Geld- und Bankwesen, 1900
- Handelspolitik, 1901
- Die Reichsbank 1875–1900, 1901
- Das Geld, 1905
- Zur Reform der kolonialen Verwaltungsorganisation, 1905
- Das Geld im russisch-japannischen Kriege, 1906
- Deutschlands Volkswohlstand 1888–1913, 1913
- Krieg und Kriegsanleihe, 1918
- England und wir, 1918
- Rede über die deutsche Volkskraft, 1918
- Die politische Lage und die Wahlen zur Nationalversammlung, 1918
- Das Reichsnotopfer, 1919
- Der Weltkrieg, 1919
- Die Friedensbedingungen, 1919
- Versailles und die Kriegsschuld, 1919
- Die Friedensbemühungen im Weltkrieg, 1919
- Der Friede von Versailles, 1919
- Fort mit Erzberger, 1919
- Gegen Erzberger, 1920
- Der wirtschaftliche Hintergrund des Weltkrieges, 1920
- Wilson als Friedensstifter und der U-Boot-Krieg, 1920
- Georg von Siemens, 1921/23
- Der Zusammenbruch der Erfüllungspolitik, 1921
- Deutschland in der Ketten des Ultimatums, 1921
- Die Lage der deutschen Finanzen, 1921
- Die Politik der Erfüllung, 1922
- Das zweite Versailles, 1924

### Literatura dodatkowa
1. Wilhelm Keil: Deutschlands Finanzelend. Die Bankrottwirtschaft Helfferichs. Stuttgart: Verlag der Schwäbischen Tagwacht, 1922. (niem.). Brak numerów stron w książce
2. John Williamson: Karl Helfferich (1872–1924), Economist, Financier, Politician. Princeton: NJ: Princeton University Press, 1971. (ang.). Brak numerów stron w książce